# Хоси, Синъити
Синъити Хоси (яп. 星新一 Хоси Синъити, 6 сентября 1926 — 30 декабря 1997) — японский писатель-фантаст.
За всю жизнь написал более тысячи литературных произведений, за что был прозван королём коротких рассказов. Родился в Токио. Окончил биологический факультет Токийского университета. Начал публиковаться с середины 1960-х годов.

## Сочинения на русском языке
- Очарованная лисой // сборник «Небесный полководец», Санкт-Петербург, «Акация», 1992 (Клуб Любителей Фантастики, том 11)
- Тоскливая работа // сборник «Небесный полководец», Санкт-Петербург, «Акация», 1992 (Клуб Любителей Фантастики, том 11)
- Когда придёт весна // сборник «Времена Хокусая», Москва, 1967
- Когда придёт весна. // «Библиотека современной фантастики, том 5», Москва, 1966
- Корабль сокровищ // сборник «Продаётся Япония», Москва, 1969
- Кризис // сборник «Времена Хокусая», Москва, 1967
- Мужчина в космосе // сборник «Времена Хокусая», Москва, 1967
- Надежда // сборник «Времена Хокусая», Москва, 1967
- Полное взаимопонимание // сборник «Звёзды зовут», Москва, 1969
- Премия // сборник «Времена Хокусая», Москва, 1967
- Рационалист // сборник «Продаётся Япония», Москва, 1969
- Табак // сборник «Времена Хокусая», Москва, 1967
- Цирк в космосе // сборник «Нежданно-негаданно», Москва, 1973